# كابوس المخلوقات (لعبة فيديو)
كابوس المخلوقات (بالإنجليزية: Nightmare Creatures)‏، هي لعبة إلكترونية من صنف رعب البقاء، أنتجت من قبل شركة أكتفجن سنة 1997م بتطوير من كاليستو انترتنمنت، وتعمل لأنظمة بلاي ستيشن وبي سي وكذلك نينتندو 64 الحصرية في الولايات المتحدة.

## قصة اللعبة
تبدأ قصة لعبة كابوس المخلوقات في بداية القرن التاسع عشر الميلادية، وفكرة إنشاء الوحوش الفظيعة بدأت سنة 1666م، وحينما انتشر الوحوش في لندن، قرر بطل اللعبة يدعى صاموئيل بيبيز بالبحث عن صانع الوحوش من الشوارع الرئيسية ومروراً بالقبو ليعثر عليه ويقتله.

## وصلات خارجية
- كابوس المخلوقات (لعبة فيديو) على موقع غيم فاكس
- كابوس المخلوقات على موبي غيمز